# Великоніг біяцький
Великоніг біяцький (Megapodius geelvinkianus) — вид куроподібних птахів родини великоногових (Megapodiidae).

## Таксономія
Птах спочатку вважався підвидом великонога джунглевого (Megapodius freycinet). У 2014 році він був відокремлений як самостійний вид через морфологічні відмінності.

## Поширення
Ендемік Індонезії. Поширений на островах Біак, Міос Корвар, Нумфор, Манім та Міос Нумін у затоці Чендравасіх біля північного узбережжя Нової Гвінеї на сході країни. Живе у тропічних і субтропічних низовинних дощових лісах, включаючи мангрові ліси.

## Опис
Птах завдовжки до 36 см. Має темно-сіре оперення. Шкіра навколо очей і вух не покрита оперенням, червоного абосинього кольору. На голові є невеликий гребінь. Дзьоб помаранчевий, а ноги червонуватого або темно-сірого кольору.

## Спосіб життя
Відкладає свої яйця в курган, виготовлений із землі, змішаної з листям, піском, гравієм та гілками, діаметром 11 м і висотою майже 5 м. У кладці до 10 яєць. Інкубація триває 60–80 днів. Пташенята вилуплюються повністю розвиненими, і майже відразу стають самостійними, хоча батьки ще деякий час охороняють виводок.